# Anomoia flavifemur
Anomoia flavifemur är en tvåvingeart som först beskrevs av Erich Martin Hering 1938. Anomoia flavifemur ingår i släktet Anomoia och familjen borrflugor.
Artens utbredningsområde är Myanmar. Inga underarter finns listade i Catalogue of Life.